# Pereces
Pereces, est un ancien quartier de la localité de Diósgyőr, rattachée en 1950 à Miskolc. Il s'agit désormais d'un quartier à part entière de la ville. 